# Mohamed Ouédraogo
Mohamed Ouédraogo (2 gennaio 2003) è un calciatore burkinabé, difensore dell'Altach e della nazionale burkinabé.

## Caratteristiche tecniche
Gioca come terzino sinistro.

## Carriera

### Club
Ouédraogo ha iniziato a giocare a calcio in Burkina Faso con il Majestic. Il 17 febbraio 2023 è stato acquistato a titolo definitivo dall'Altach che lo ha assegnato alla propria seconda squadra. Promosso in prima squadra al termine della stagione, ha debuttato il 3 febbraio 2024 nell'incontro di ÖFB-Cup perso 2-1 contro il Leoben. Il 23 aprile seguente ha segnato il suo primo gol contro il Blau-Weiß Linz.

### Nazionale
Nel marzo del 2024 ha ricevuto la prima convocazione con la nazionale burkinabé in vista delle amichevoli contro Niger e Niger. Ha esordito il 26 marzo giocando titolare contro quest'ultima.

## Statistiche

### Presenze e reti nei club
Statistiche aggiornate al 6 giugno 2024.
| Stagione        | Squadra         | Campionato      | Campionato | Campionato | Coppe nazionali | Coppe nazionali | Coppe nazionali | Coppe continentali | Coppe continentali | Coppe continentali | Altre coppe | Altre coppe | Altre coppe | Totale | Totale | Totale |
| Stagione        | Squadra         | Comp            | Pres       | Reti       | Comp            | Pres            | Reti            | Comp               | Pres               | Reti               | Comp        | Pres        | Reti        | Pres   | Reti   |        |
| --------------- | --------------- | --------------- | ---------- | ---------- | --------------- | --------------- | --------------- | ------------------ | ------------------ | ------------------ | ----------- | ----------- | ----------- | ------ | ------ | ------ |
| 2022-2023       | Altach Juniors  | RL              | 6          | 1          |                 | -               | -               |                    | -                  | -                  |             | -           | -           | 6      | 1      |        |
| 2023-2024       | Altach Juniors  | RL              | 11         | 1          |                 | -               | -               |                    | -                  | -                  |             | -           | -           | 11     | 1      |        |
| 2023-2024       | Altach          | BL              | 15         | 1          | CA              | 1               | 0               |                    | -                  | -                  |             | -           | -           | 16     | 1      |        |
| Totale carriera | Totale carriera | Totale carriera | 32         | 3          |                 | 1               | 0               |                    | -                  | -                  |             | -           | -           | 33     | 3      |        |

### Cronologia presenze e reti in nazionale
| Cronologia completa delle presenze e delle reti in nazionale ― Burkina Faso | Cronologia completa delle presenze e delle reti in nazionale ― Burkina Faso | Cronologia completa delle presenze e delle reti in nazionale ― Burkina Faso | Cronologia completa delle presenze e delle reti in nazionale ― Burkina Faso | Cronologia completa delle presenze e delle reti in nazionale ― Burkina Faso | Cronologia completa delle presenze e delle reti in nazionale ― Burkina Faso | Cronologia completa delle presenze e delle reti in nazionale ― Burkina Faso | Cronologia completa delle presenze e delle reti in nazionale ― Burkina Faso |
| Data                                                                        | Città                                                                       | In casa                                                                     | Risultato                                                                   | Ospiti                                                                      | Competizione                                                                | Reti                                                                        | Note                                                                        |
| --------------------------------------------------------------------------- | --------------------------------------------------------------------------- | --------------------------------------------------------------------------- | --------------------------------------------------------------------------- | --------------------------------------------------------------------------- | --------------------------------------------------------------------------- | --------------------------------------------------------------------------- | --------------------------------------------------------------------------- |
| 26-3-2024                                                                   | Berrechid                                                                   | Niger                                                                       | 1 – 1                                                                       | Burkina Faso                                                                | Amichevole                                                                  | -                                                                           |                                                                             |
| 6-6-2024                                                                    | Il Cairo                                                                    | Egitto                                                                      | 2 – 1                                                                       | Burkina Faso                                                                | Qual. Mondiali 2026                                                         | -                                                                           | 31’                                                                         |
| 10-6-2024                                                                   | Bamako                                                                      | Burkina Faso                                                                | 2 – 2                                                                       | Sierra Leone                                                                | Qual. Mondiali 2026                                                         | -                                                                           |                                                                             |
| 10-9-2024                                                                   | Bamako                                                                      | Burkina Faso                                                                | 3 – 1                                                                       | Malawi                                                                      | Qual. Coppa d'Africa 2025                                                   | -                                                                           |                                                                             |
| 10-10-2024                                                                  | Abidjan                                                                     | Burkina Faso                                                                | 4 – 1                                                                       | Burundi                                                                     | Qual. Coppa d'Africa 2025                                                   | -                                                                           |                                                                             |
| 18-11-2024                                                                  | Lilongwe                                                                    | Malawi                                                                      | 3 – 0                                                                       | Burkina Faso                                                                | Qual. Coppa d'Africa 2025                                                   | -                                                                           | 75’ 81’                                                                     |
| Totale                                                                      |                                                                             | Presenze                                                                    | 6                                                                           |                                                                             | Reti                                                                        | 0                                                                           |                                                                             |